# Gregg Bissonette

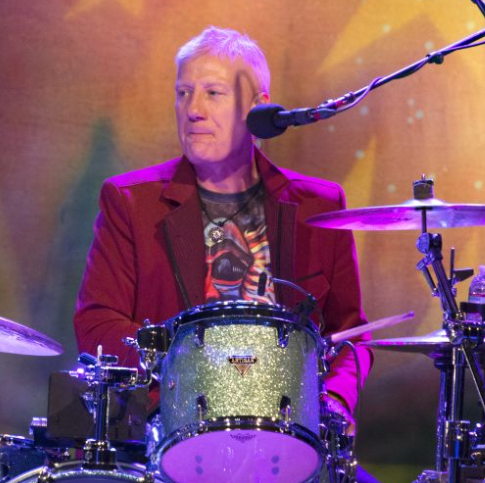
Gregg Bissonette (2018)

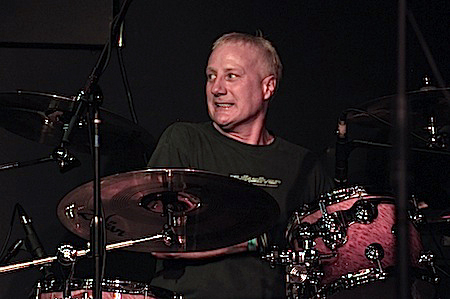
Gregg Bissonette (2009)

Gregg Bissonette (* 9. Juni 1959 in Detroit, Michigan) ist ein US-amerikanischer Schlagzeuger.

## Werdegang
Bissonette wuchs in einer Musikerfamilie auf. Sein Vater Bud spielte Schlagzeug, seine Mutter Phyllis Klavier und Vibraphon und sein jüngerer Bruder Matt Bass.
Mit fünf Jahren begann er, Schlagzeug von seinem Vater zu lernen. Später studierte er an der University of North Texas. 1982 siedelte er nach Los Angeles um, wo er zunächst mit dem Trompeter Maynard Ferguson, später in Brandon Field's Band mit John Patitucci spielte. 1985 tourte er mit David Lee Roth, mit dem er bis 1991 drei Alben aufnahm.
Er arbeitete mit der Buddy Rich Big Band, Steve Vai, Joe Satriani, Steve Lukather, Larry Carlton, Toto, Don Henley, James Taylor, Brian Setzer, Steve Stevens und Ringo Starr.

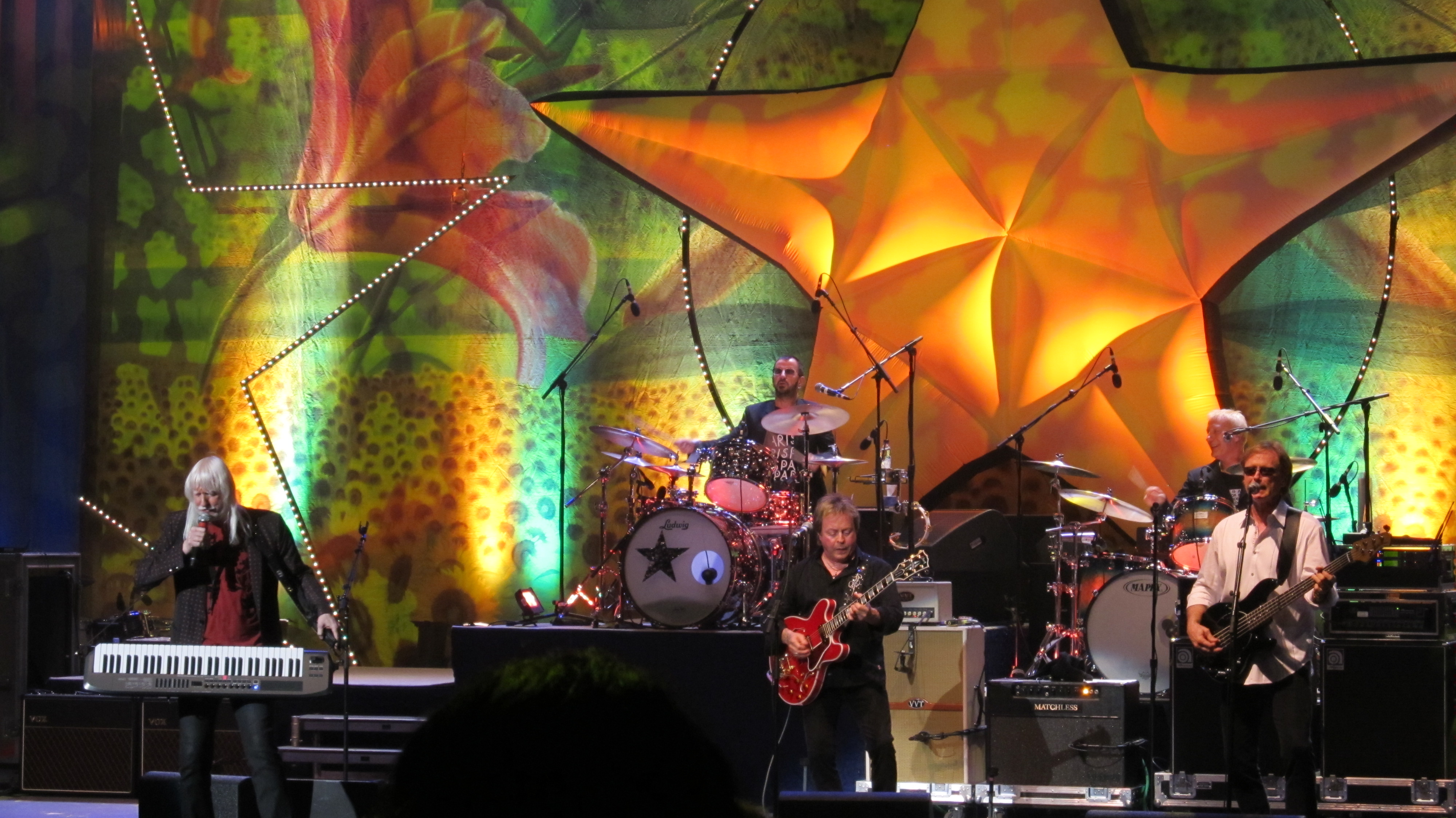
Bissonette mit Ringo Starr

Zeitweise war er Mitglied in der Band seines Bruders namens The Mustard Seeds, die er 1993 mitgegründet hatte. 1999 spielte er auf Carlos Santanas Album Supernatural den Titel El Farol ein. Seit 2008 spielte er bei Ringo Starr, nachdem er mit der Keith Emerson Band ein Album einspielte.
Bissonette nahm mehrere Soloalben auf. Zudem spielte er diverse Soundtracks ein, unter anderem zum Film Der Teufel trägt Prada.

## Diskografie

### Soloalben
- 1998 Gregg Bissonette
- 2001 Submarine
- 2013 Warning Will Robinson

### Sonstige (Auswahl)
- 1983 Yarbrough & Peoples: Heartbeats
- 1986 David Lee Roth: Eat ’Em and Smile (2×Platin)
- 1988 David Lee Roth: Skyscraper
- 1992 Joe Satriani: The Extremist
- 1997 Steve Lukather: LUKE
- 1999 Santana: Supernatural
- 2005 Ringo Starr: Ringo Starr: Live at Soundstage
- 2005 Ray Charles: Genius & Friends
- 2012 Steve Lukather: Transition
- 2021 Steve Lukather: I Found The Sun Again

### Film Soundtracks (Auswahl)
- 1999: Payback
- 2002: John Q
- 2008: Sex and the City
- 2011: The Muppets
- 2015: Mr. Right
- 2016: Mascots

### TV Soundtracks
- Mad About You
- Family Guy
- King of the Hill
- Friends (alle 10 Staffeln)
- Jeopardy!
- Wheel of Fortune